# Berzsenyi Zoltán (színművész)
Berzsenyi Zoltán (Budapest, 1961. december 28. –) magyar színész, szinkronrendező.

## Életpályája
A Nemzeti Színház Színiakadémiáján végzett, Bodnár Sándor növendékeként. A Madách Színházban játszott 1980-tól. A Nemzeti Színház stúdiójának tagja lett 1981-ben. 1986 és 1991 között a Radnóti Miklós Színházhoz szerződött. 1992-től 2004-ig a Szekszárdi Német Színház tagja volt. Játszott az egri Várszínházban (1987-ben), a Karinthy Színházban (2000-ben) és szerepelt a Budaörsi Passióban 2009-ben. 2005-től főleg szinkronizálással foglalkozik.

## Színpadi szerepei
- Gosztonyi János: Andrássy út 60... Bánszegi
- Jules Verne-Zsótér Sándor: Utazás a föld körül... Sullivan
- Lev Nyikolajevics Tolsztoj–Nagy Anna: Anna Karenina pályaudvar... Kuzma
- A Karamazov testvérek... Vizsgálóbíró
- Budaőrsi Passió... Kaifás
- Örkény István: Macskajáték... Józsi
- Willkommen im Cabaret
- Molnár Ferenc: Úri divat... Domokos
- Titus Maccius Plautus: A hetvenkedő katona
- George Bernard Shaw: Szent Johanna... Hadnagy
- Kompolthy Zsigmond: Kísértet-csárdás... Gazduramféle
- Heinrich Mann: Kék angyal... Pedellus
- Bíró Lajos: Hotel Imperial... Orosz altiszt
- Hans Klein: Batzlibutzli, der Waldkobold... Steffen
- Kálmán Imre: Marica grófnő... Populescu
- Marton László: Lepkék a kalapon... Pillér Gábor
- Páskándi Géza: Egriek, vitézek...
- Bakonyi Károly: Mágnás Miska... Matzingen gróf
- Csukás István: Süsü, a sárkány... Süsü
- Johann Wolfgang von Goethe: Ur-Faust... Mephistofeles
- Gretchen 89 FF.
- Arthur Schnitzler: Körtánc...
- Sławomir Mrożek: Ház a határon...

## Filmszerepei

### Játékfilmek
- Mamiblue (1986)
- Napló szerelmeimnek (1987)
- Csere Rudi (1988)
- A halálraítélt (1989)
- Nyugattól keletre, avagy a média diszkrét bája (1994)
- Magyar vándor (2004)

### Tévéfilmek
- Angyalbőrben (1989)
- Egy diáktüzér naplója (1992)
- Kisváros (2000)
- A cég - A CIA regénye (2007)
- Tűzvonalban (2009)
- Barney karácsony éjjelén-Barney,a fiúdinoszaurusz (1999)
- Barney karácsonyi csillaga-Barney,a fiúdinoszaurusz
- Barney és barátai-Barney,a fiúdinoszaurusz (1992-2010)
- Barátok közt (2020)
- …a szomszéd tehene (2024)